# Jim Harris
Pour les articles homonymes, voir Harris.
 (novembre 2019).
Si vous disposez d'ouvrages ou d'articles de référence ou si vous connaissez des sites web de qualité traitant du thème abordé ici, merci de compléter l'article en donnant les références utiles à sa vérifiabilité et en les liant à la section « Notes et références ».
James R.M. "Jim" Harris (né le 12 février 1961) est un auteur et un homme politique canadien. Il est chef du Parti vert du Canada de 2003 à 2006, et dirige le parti pour l'élection fédérale canadienne de 2006, sans toutefois réussir à remporter de sièges. Il annonce en avril 2006 qu'il ne se représente pas à la direction du Parti lors du congrès national d'août 2006.

## Jeunesse et militantisme
Né à Toronto, il obtient un baccalauréat en anglais et histoire de l'Université Queen's à Kingston dans les années 1980. D'abord progressiste-conservateur, il est converti à la politique écologique en 1985 après avoir lu Green Politics de Fritjof Capra et Charlene Spretnak, qui raconte la montée des verts allemands.
Il contribue à l'organisation de la campagne électorale du Parti vert de l'Ontario lors de l'élection provinciale de 1990, et est lui-même candidat dans la circonscription torontoise de St. Andrew—St. Patrick. Durant la campagne, il dénonce la décision du gouvernement provincial de construire plus de réacteurs nucléaires dans la province. Le Parti vert présente 40 candidats et récolte 33 000 votes, une amélioration significative des sept candidats et 3000 votes obtenus lors de l'élection de 1987. Harris termine quatrième dans sa circonscription.
Il est candidat indépendant à la mairie de Toronto en 1991, prônant des politiques écologistes. Harris réclamait la conservation de l'eau et une interdiction sur les pesticides, de même qu'un contrôle accru des armes à feu. Considéré comme un candidat marginal, il termine loin derrière les chefs de fille June Rowlands et Jack Layton.
En 1993, Harris et d'autres verts ontariens réussissent à modifier la constitution du parti pour permettre l'élection d'un chef à temps plein. Le parti avait auparavant été officiellement mené par Katherine Mathewson lors de l'élection de 1990, mais elle n'avait que peu d'influence sur la campagne ou les politiques du parti. Harris et les autres soutenaient que l'élection d'un chef à temps plein permettrait au Parti vert de s'organiser de façon professionnelle et de présenter un message uni lors d'élections futures. Harris est candidat à la direction du parti, mais est défait par Frank de Jong. De Jong appuie subséquemment la candidature de Harris à la direction du parti fédéral, tandis que Harris appuie la réélection de de Jong en 2001.

## Écrivain et orateur
Harris est l'auteur de six livres, dont deux ont atteint le statut de best-sellers à l'échelle nationale au Canada. Il prononce également des discours sur le changement et le leadership dans le monde des affaires. Il prononçait des discours à plus de 50 conférences internationales par année avant de devenir chef du PVC.

## Chef du Parti vert
Harris est élu chef du Parti vert du Canada le 14 février 2003, défaisant Jason Crummey et John Grogan avec plus de 81 % des voix. Il remplace le chef intérimaire Chris Bradshaw, qui avait dirigé le parti de 2001 à 2003. Harris tente d'éloigner le parti d'un message strictement écologiste et a souvent décrit l'idéologie du parti comme étant progressiste sur le plan social et conservateur sur le plan fiscal.

### Campagne électorale de 2004
Sous la direction de Harris, le parti mène une campagne hautement médiatisée lors de l'élection de 2004, présentant des candidats dans toutes les circonscriptions fédérales pour la première fois de son histoire. La plateforme du parti accorde la priorité au triple bilan (triple bottom line) et aux taxes écologiques. La politique fiscale du parti propose de taxer davantage les ressources non renouvelables et les activités polluantes et de baisser les impôts sur le revenu en proportion. Elle incluait également des baisses d'impôts sélectives pour certains revenus d'entreprises, ce qui provoqua la colère de plusieurs verts de gauche.
Malgré leur plus grande visibilité, les verts ne sont pas invités aux débats des chefs. Harris se plaint d'un double standard, étant donné que le Bloc québécois était inclus dans les débats malgré le fait qu'il ne présentait des candidats que dans 75 des 308 circonscriptions fédérales. La CRTC défend le droit du consortium des diffuseurs de décider des participants et refuse de renverser son exclusion.
La veille de l'élection, il prédit que les verts remporteraient neuf sièges. Le parti récolte 582 247 (4,3 %), de loin leur meilleure performance à ce jour et suffisamment pour que le parti se qualifie à recevoir des fonds fédéraux, mais sans toutefois réussir à faire élire de candidats. Harris fait campagne dans Toronto—Danforth et termine quatrième contre le chef néo-démocrate Jack Layton avec 2575 voix (5,4 %), 400 voix derrière le candidat conservateur.

### Critiques et remise en cause
La direction de Harris suscite la controverse. Il se décrit lui-même comme un conservateur écologiste et éco-capitaliste, et tente de déplacer le parti vers la droite sur certaines questions. Certains membres du parti l'accusent d'abandonner les valeurs progressistes traditionnelles du parti et d'utiliser des méthodes autoritaires pour consolider son pouvoir, notamment en réduisant le pouvoir des associations locales au profit de la direction du parti. Ses partisans soutiennent au contraire que ses réformes de la structure du parti étaient nécessaires, décrivant le système précédent comme un "cauchemar" à cause de politiques donnant à de petites minorités au sein du parti le droit de veto sur les décisions de la majorité.
Après l'élection de 2004, Tom Manley, un activiste ontarien important au sein du parti, conteste le leadership de Harris. Manley affirme que Harris déplaçait le PVC trop à droite et abandonnait l'emphase traditionnelle du parti sur la production local au profit des intérêts des entreprises. Harris est réélu à la direction du PVC en août 2004, quoique par une marge moins large que précédemment. En 2005, Manley quitte le Parti vert pour se joindre au Parti libéral du Canada.
Harris défend son bilan à la tête du parti, faisant valoir que le nombre de membres a augmenté de façon importante durant son mandat, passant d'environ 700 à l'été de 2003 à plus de 8300 à la veille du congrès d'investiture de 2006.

## Campagne électorale de 2006
Tout comme en 2004, Harris tente sans succès d'obtenir que le Parti vert sois inclus dans les débats télévisés pour l'élection fédérale canadienne de 2006. Trois jours avant l'élection, il prédit que le parti remporterait un million de voix. Le verts parviennent à faire passer leur total à 665 940 (4,5 %), mais ne réussit toujours pas à faire élire de candidats. Harris est candidat dans Beaches—York-Est, et termine quatrième derrière la députée libérale sortante Maria Minna.

## Démission
Le 24 avril 2006, Jim Harris annonce qu'il ne briguerait pas sa réélection comme chef du parti au congrès national du Parti vert en août 2006. Le 26 août 2006, il lui succéda une activiste environnementale de longue date et ancienne directrice du Sierra Club du Canada, Elizabeth May.